# Макроліди

Структурна формула еритроміцину-першого представника макролідів

Макроліди — група антибіотиків, основу яких становить макроциклічне лактонне кільце (макролідне кільце), зв'язане з вуглеводними залишками. Першим препаратом групи став еритроміцин, який уперше був отриманий у 1952 році.

## Загальний опис
Природна сполука (антибіотик), що є макроциклічним лактоном, заміщеним одним або більше залишками деоксисахарів (термін є абревіатурою «macrolactone glycoside antibiotics» за Р. Вудвордом). Залежно від кількості атомів в макроциклах поділяються на групи: 12, 14, 16 і більше; кожна з таких груп далі поділяється на основі загальної структури лактонової частини або сахаридних замісників. Сюди належать такі антибіотики, як пікроміцин, еритроміцин, телітроміцин, олеандроміцин.

## Механізм дії
Макроліди діють бактеріостатично, порушуючи синтез білка шляхом зв'язування з 50S-субодиницями рибосом та інгібування синтезу РНК в рибосомах бактеріальних клітин. Макроліди діють на будь-якій стадії рибосомального циклу Макроліди мають не тільки антибактеріальну дію, а крім цього постантибіотичний ефект та помірну імуномодулюючу дію.

## Класифікація
Макроліди можна поділити за походженням на природні (еритроміцин, олеандоміцин, спіраміцин, мідекаміцин, джозаміцин, рокітаміцин) і напівсинтетичні (азитроміцин, кларитроміцин, рокситроміцин, телітроміцин). За кількістю атомів вуглецю в лактонному кільці макроліди поділяються на 14-членні,15-членні (в зв'язку з тим, що в лактонне кільце входить атом азоту, ці препарати правильно називати азалідами) і 16-членні.
14-членні макроліди — Еритроміцин, Олеандоміцин, Рокситроміцин, Диритроміцин, Кларитроміцин, Флуритроміцин.
15-членні макроліди (азаліди) — Азитроміцин.
16-членні макроліди — Спіраміцин, Мідекаміцин, Джозаміцин, Рокітаміцин.
Крім цього, окремо в групу макролідів в ключається нова підгрупа — кетоліди, у яких в лактонне кільце входить кетогрупа. До кетолідів відносяться телітроміцин, цетроміцин і солітроміцин.
Окрім усіх вище перерахованих препаратів, структурну схожість із макролідами мають також протигрибкові препарати — полієнові антибіотики, бріостатин, а також деякі імунодепресанти, зокрема такролімус, сиролімус та еверолімус.

## Фармакокінетика
Усі макроліди добре всмоктуються з шлунково-кишкового тракту. Біодоступність макролідів коливається від 10 % (спіраміцин) до 100 % (джозаміцин). При парентеральному введенні біодоступність макролідів підвищується. Високі концентрації створюються не тільки в плазмі крові та органах, а і в тканинах, рідинах та всередині клітин, накопичуються в тканинних фагоцитах. Усі макроліди погано проникають через гематоенцефалічний бар'єр, навіть при запаленні мозкових оболон. Усі макроліди проникають через плацентарний бар'єр, виділяються в грудне молоко. Метаболізуються в печінці, час напіввиведення коливається від 1 години (у мідекаміцину) до 2-4 діб (у азитроміцину). Виводяться з організму переважно з жовчю, виведення з сечею незначне.

## Застосування
Макроліди застосовуються при інфекціях, викликаними чутливими до них мікроорганізмами. Найбільше значення має чутливість до макролідів внутрішньоклітинних збудників — мікоплазм, хламідій, рикетсій, легіонел, Campylobacter pylori; висока активність щодо Moraxella catarrhalis, Corynebacterium diphtheriae, Bordetella pertussis. Крім цього, макроліди проявляють активність щодо токсоплазми і Cryptosporidium. Деякі макроліди активні до Helicobacter pylori (кларитроміцин, азитроміцин), атипових мікобактерій (кларитроміцин). Застосовуються макроліди при непереносимості пеніцилінів при ревматизмі, сифілісі, гонореї. Природну стійкійкість до макролідів мають бактерії родин Enterobacteriaceae, Pseudomonas, Acinetobacter.

## Побічна дія
Макроліди є однією із найбезпечніших груп антибіотиків, і побічні ефекти при їх застосуванні виникають порівняно рідше, ніж при застосуванні інших груп антибіотиків. Загальна частота побічних ефектів препаратів цієї групи коливається від 4,1 % у макролідів І покоління до 0,7 % у макролідів III покоління. Найчастішими побічними ефектами макролідів є алергічні реакції (висипання на шкірі, кропив'янка, фотодерматоз, набряк Квінке, синдром Стівенса-Джонсона, синдром Лаєлла). Частими побічними ефектами є побічна дія з боку шлунково-кишкової системи (нудота, блювання, холестатичний синдром, діарея, псевдомембранозний коліт), які частіше спостерігаються при застосуванні еритроміцину та олеандоміцину, що мають структурну подібність із природним стимулятором перистальтики — мотиліном. Застосування макролідів з фторхінолонами, цизапридом, терфенадином, антиаритмічними препаратами може привести до подовження інтервалу QT на ЕКГ та аритмій.

## Протипоказання
Макроліди протипоказані при підвищеній чутливості до препаратів групи макролідів. Деякі макроліди протипоказані при вагітності (кларитроміцин, рокситроміцин, мідекаміцин); при годуванні грудьми (спіраміцин, кларитроміцин, рокситроміцин, мідекаміцин, джозаміцин).